# گلادباخ
گلادباخ شهری در غرب ایالت نوردراین-وستفالن آلمان است. این شهر در ناحیه‌ای پرجمعیت واقع شده است و این شهر به خطوط راه آهن آلمان متصل شده است. از این شهر بزرگراه‌هایی نیز می‌گذرند.